# Портрет на Штефке Батич
„Портрет на Штефке Батич“ (на словенски: Čipkarica (Portret Štefke Batičeve)) е картина на словенския художник Вено Пилон от 1923 г.
Картината е нарисувана с маслени бои върху платно и е с размери 103,5 x 77,5 cm. Портретът представя Штефке Батич с дантела, която е хванала с дясната ръка в горния ѝ край и придържа долния с лявата ръка. Картината е част от поредицата портрети на Вено Пилон, които той изобразява приятели, роднини и близки. С тях той навлиза в собствен нов период, преминавайки от експресионизъм към нова реалност. Цветовете са по-тъмни, неясни, а цялостното усещане на изображението е по-статично, дори неподвижно. В същото време творчеството му бележи нов акцент върху обема и с ясна цел рисува ежедневието. Портретите му изразяват спокойствие.
Картината е част от колекцията на Музея на модерното изкуство в Любляна, Словения.